# Sphingozona flavipes
Sphingozona flavipes är en stekelart som beskrevs av Henry Keith Townes, Jr. 1971. Sphingozona flavipes ingår i släktet Sphingozona och familjen brokparasitsteklar. Inga underarter finns listade i Catalogue of Life.